# Белоносова (Талицкий муниципальный округ)
Белоносова — деревня в Талицком городском округе Свердловской области, Россия.

## Географическое положение
Деревня Белоносова муниципального образования «Талицкого городского округа» Свердловской области находится на расстоянии 24 километров (по автотрассе в 35 километрах) к северу-северо-западу от города Талица, на правом берегу реки Черемшанка (левый приток реки Юрмыч, бассейн реки Пышма), в устье реки Крутиха. В окрестностях деревни проходит автотрасса Талица – Байкалово.

## Население
| 2002 | 2010 | 2021 |
| ---- | ---- | ---- |
| 0    | ↗2   | ↘1   |